# Unidos do Bairro Alto
ACES Unidos do Bairro Alto é uma escola de samba da cidade de Curitiba.
Foi uma das cinco escolas a desfilar pelo Grupo Especial em 2006.
Já em 2007, foi terceira colocada no Grupo de acesso, sendo campeã e obtendo ascensão em 2009, quando abordou como tema de seu carnaval a reciclagem.

Em 2010, desfilou pelo Grupo Especial, mas acabou desclassifica e portanto, rebaixada por não apresentar o número mínimo de componentes.

## Carnavais
| Ano  | Colocação       | Grupo | Enredo                                                      | Carnavalesco | Ref.        |
| ---- | --------------- | ----- | ----------------------------------------------------------- | ------------ | ----------- |
| 2002 | 3º lugar        | B     | Curitiba, cidade luz!                                       |              | [ 5 ]       |
| 2006 |                 | A     | Louvor a São José dos Pinhais                               |              | [ 1 ] [ 5 ] |
| 2007 | 3º lugar        | B     | Na busca pelo ouro, Bairro Alto é meu tesouro               |              | [ 5 ]       |
| 2008 | 3º lugar        | B     | Encanto e magia, no embalo da fantasia                      |              | [ 5 ]       |
| 2009 | Campeã          | B     |                                                             |              |             |
| 2010 | Desclassificada | A     | Lendas, contos e histórias que contam e encantam a Amazônia |              | [ 4 ]       |
| 2011 | 3º lugar        | B     |                                                             |              |             |
| 2012 | Campeã          | B     |                                                             |              | [ 6 ]       |
| 2013 | Desclassificada | A     |                                                             |              | [ 7 ]       |